# Sentenced
Sentenced war eine finnische Metal-Band, die 1989 in Oulu gegründet wurde. In der Anfangszeit spielte sie melodischen Death Metal, später melancholischen Doom Metal, schließlich entwickelte sie einen eigenen Stil, der am ehesten als melancholischer, gothic-beeinflusster Heavy Metal beschrieben werden kann.

## Geschichte
Die Band wurde 1989 durch die Gitarristen Sami Lopakka und Miika Tenkula sowie den Schlagzeuger Vesa Ranta gegründet. 1990 stieß der Bassist und Sänger Taneli Jarva zur Band. Die Band veröffentlichte zunächst einige Demos, bis 1991 ihr erstes komplettes Album Shadows of the Past erschien. Zu diesem Zeitpunkt war der Stil der Band reiner Death Metal, den die Band auch bei dem folgenden Alben North from Here und der Mini-CD The Trooper (beide 1993 erschienen) beibehielt. Der Titelsong The Trooper ist eine Coverversion des Iron-Maiden-Liedes.
1995 schaffte die Band mit dem Album Amok ihren Durchbruch. Die Musik wurde langsamer und melodischer; auch Jarvas Gesang hatte sich merklich weiterentwickelt. Die nächste Veröffentlichung der Band, die Mini-CD Love and Death, folgte ebenfalls diesem Stil. Zur Überraschung der Fans verließ Jarva nach der Fertigstellung dieses Albums die Band.
Er wurde durch Ville Laihiala ersetzt, der sehr viel klarer sang. Das erste Album mit der neuen Besetzung war das 1996 erschienene Down. Erneut wurde der Stil der Band melodischer. Auch das nächste Album Frozen folgte dieser Entwicklung, hier ist erstmals der neue Bassist Sami Kukkohovi zu hören.
In diesen Jahren verloren Sentenced aufgrund der Stilveränderung einige der alten Death-Metal-Fans, konnten sich jedoch eine neue Fanbasis erspielen. Ihre weiteren Veröffentlichungen Crimson und The Cold White Light erscheinen manchen als erwachsener, anderen aber als melodisch weniger eingängig und schwungvoll, verglichen mit früheren Werken der Band.
Anfang 2005 kündigte die Band an, dass The Funeral Album die letzte LP der Band sein würde. Am 1. Oktober 2005 gaben sie in ihrer Heimatstadt Oulu das Abschiedskonzert, in dessen Rahmen Material für die am 24. November 2006 erschienene CD/DVD Buried Alive aufgenommen wurde. Für die Auflösung gab die Band persönliche Gründe an: Der "Rock’n'Roll-Way-of-Living" (viel weg von zu Hause auf Tour) sei stets belastend gewesen und auf Kosten von Familie und Kindern gegangen. Man wolle dieses Opfer nicht mehr bringen.
Nach Auflösung der Band führte Ville Laihiala einen Alkoholentzug durch, bevor er sich mit der zuvor als Nebenprojekt geführten Band Poisonblack zurückmeldete. Sami Lopakka gründete eine Merchandising-Firma, die Bekleidungsserien für Metal-Fans herstellt. Anfang 2008 wurde auch er wieder musikalisch aktiv und veröffentlichte mit KYPCK ein erstes Album. Bei Konzerten dieser Band steht auch Sami Kukkohovi mit auf der Bühne. Vesa Ranta, der zuvor schon immer das Artwork der Sentenced-Veröffentlichungen gestaltet hatte, arbeitet nun als Fotograf und eröffnete zusätzlich in Oulu eine Bar. 2009 gründete er die Band The Man-Eating Tree. Miika Tenkula verstarb am 19. Februar 2009, nach Aussagen seiner Familie an einem angeborenen Herzfehler.

## Stil
Die Liedtexte behandeln oftmals Themen wie Depressionen, Suizid und Tod in allen möglichen Variationen, wie teilweise schon an den Songtiteln (wie z. B. Excuse Me While I Kill Myself, Cross My Heart and Hope to Die, Drown Together, Consider Us Dead, The Suicider  usw.) erkennbar ist. Dabei spielt gleichzeitig ein gewisser schwarzer Humor eine wesentliche Rolle, da die Band in ihren Texten gleichzeitig die Mentalität des finnischen Volkes auf ironische Weise parodiert. Finnland weist überdurchschnittlich hohe Suizidraten auf. Wegen der zum Teil sehr depressiven und düsteren Stimmung ihrer Musik wird die Band auch dem Dark Rock oder Gothic Metal zugerechnet. Die Band selbst bezeichnet ihre Musik als „Melancholic Rock“.

## Diskografie
Studioalben

| Jahr | Titel Musiklabel                   | Höchstplatzierung, Gesamtwochen, AuszeichnungChartplatzierungen (Jahr, Titel, Musiklabel, Platzierungen, Wochen, Auszeichnungen, Anmerkungen) | Höchstplatzierung, Gesamtwochen, AuszeichnungChartplatzierungen (Jahr, Titel, Musiklabel, Platzierungen, Wochen, Auszeichnungen, Anmerkungen) | Höchstplatzierung, Gesamtwochen, AuszeichnungChartplatzierungen (Jahr, Titel, Musiklabel, Platzierungen, Wochen, Auszeichnungen, Anmerkungen) | Anmerkungen                                           |
| Jahr | Titel Musiklabel                   | DE | AT | FI | Anmerkungen                                           |
| ---- | ---------------------------------- | --- | --- | --- | ----------------------------------------------------- |
| 1991 | Shadows of the Past Thrash Records | — | — | — | Erstveröffentlichung: November 1991                   |
| 1993 | North from Here Spinefarm Records  | — | — | — | Erstveröffentlichung: 1. Juni 1993                    |
| 1995 | Amok Century Media                 | — | — | — | Erstveröffentlichung: 3. Januar 1995                  |
| 1996 | Down Century Media                 | — | — | FI14 (14 Wo.)FI | Erstveröffentlichung: 11. November 1996               |
| 1998 | Frozen Century Media               | DE73 (1 Wo.)DE | — | FI3 (14 Wo.)FI | Erstveröffentlichung: 15. Juli 1998                   |
| 2000 | Crimson Century Media              | DE47 (2 Wo.)DE | — | FI1 (15 Wo.)FI | Erstveröffentlichung: 17. Januar 2000                 |
| 2002 | The Cold White Light Century Media | DE45 (3 Wo.)DE | — | FI1 Gold · (15 Wo.)FI | Erstveröffentlichung: 13. Mai 2002 Verkäufe: + 16.737 |
| 2005 | The Funeral Album Century Media    | DE49 (1 Wo.)DE | AT59 (1 Wo.)AT | FI1 (15 Wo.)FI | Erstveröffentlichung: 30. Mai 2005                    |

grau schraffiert: keine Chartdaten aus diesem Jahr verfügbar